# Newcastle upon Tyne
Newcastle upon Tyne, často zkracovaný jen na Newcastle, je město a metropolitní distrikt rozkládající se na severním břehu řeky Tyne v regionu Severovýchodní Anglie.

## Historie

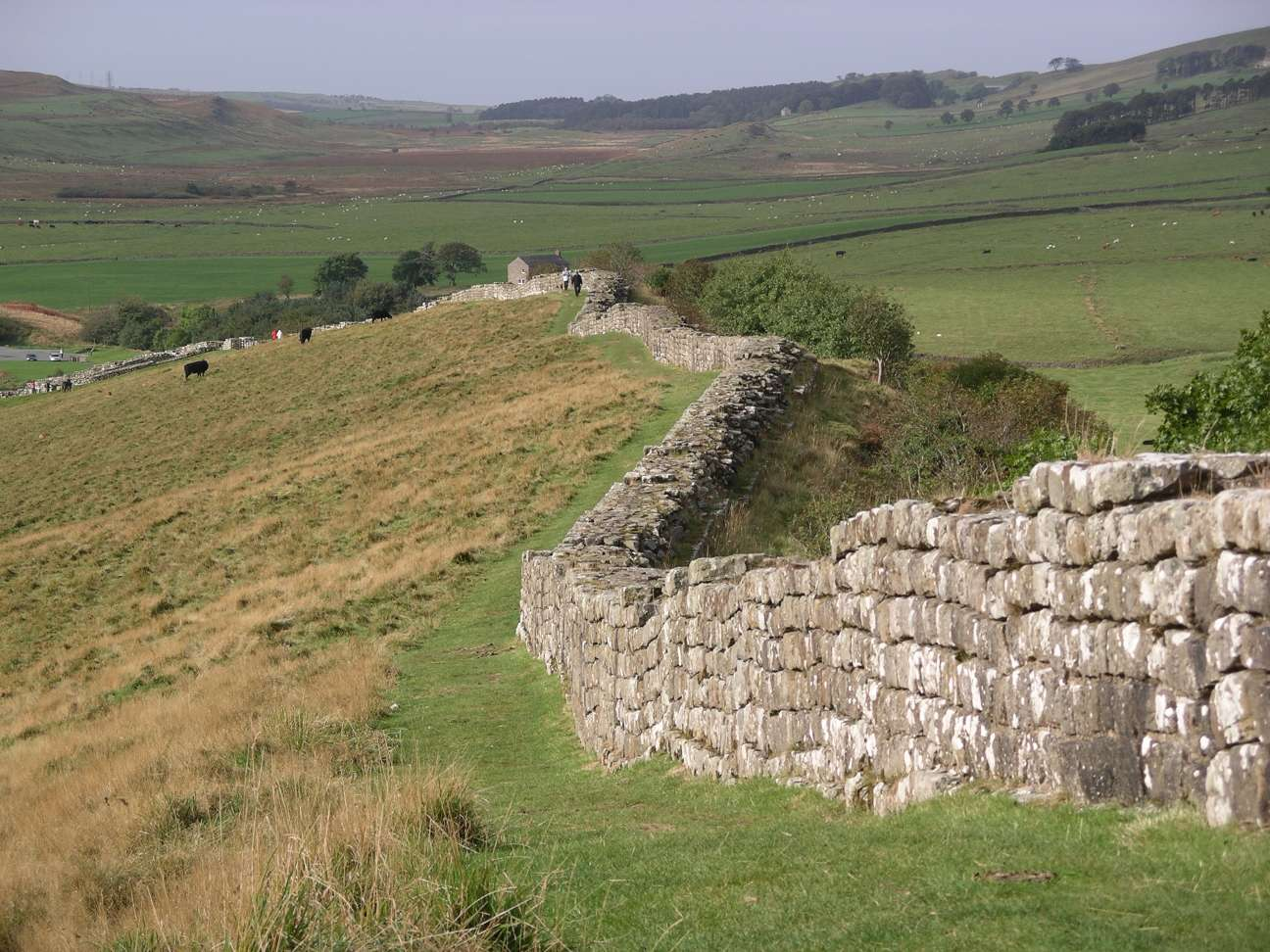
Hadriánův val

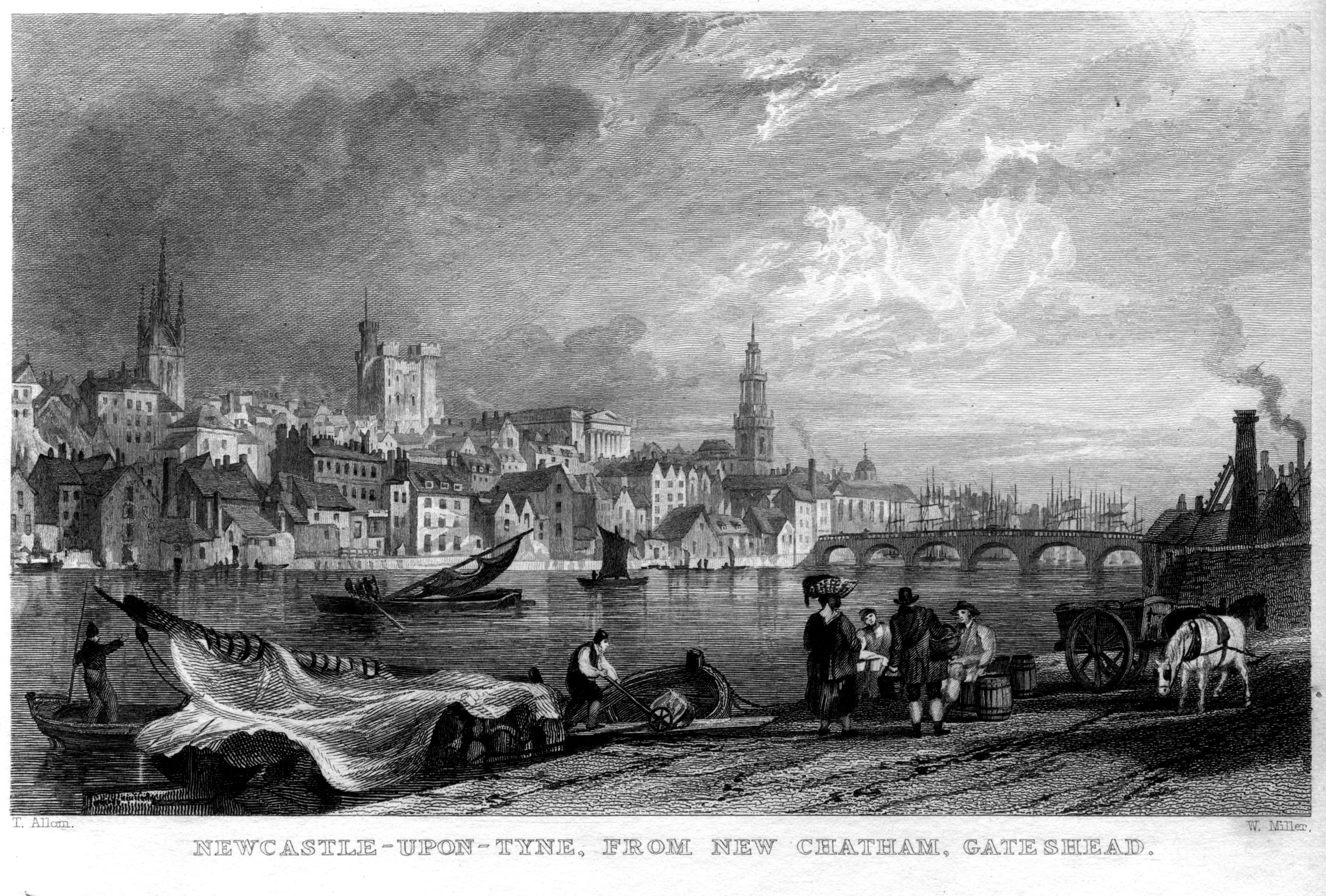
Rytina z roku 1832

Newcastle, v té době známý jako Pons Aelius, byl založen římským císařem Hadriánem. Pozůstatky valu, který nechal postavit na obranu před útoky ze severu, jsou v Newcastle viditelné dosud, zvláště podél West Road a dále na východ u Wallsendu.
Poté, co Římané opustili Británii, stalo se město součástí mocného anglosaského království Northumbrie a v té době bylo označováno jako Monkchester. Po několika konfliktech s Dány a zpustošení severní části města po vzpouře proti Normanům, byl Monkchester téměř celý zničen. Normané si uvědomovali strategickou polohu města, a tak Robert Curthose, syn Viléma I. Dobyvatele, zde nechal roku 1080 postavit dřevěný hrad, proto bylo město od té doby nazýváno Novum Castellum neboli také Newcastle.
Ve středověku byl Newcastle nejsevernějším anglickým opevněním. Kolem města byly postaveny kamenné hradby vysoké téměř 8 m na ochranu proti vetřelcům v hraniční válce proti Skotsku. Roku 1174 byl v Newcastle uvězněn skotský král Vilém I. Ve 14. století město odolalo třem útokům skotských vojsk.
Král Karel I. Stuart udělil městu právo těžit ve východní Anglii uhlí. Tento monopol umožnil Newcastle jeho rozvoj, ale měl vliv i na okolní města, což působilo rivalitu, která se projevuje doposud. V anglické občanské válce město Newcastle stálo na straně krále a roku 1644 bylo napadeno Cromwellovými skotskými spojenci. Vděčný král pak městu udělil právo používat motto Fortiter Defendit Triumphans (Triumf hrdinské obrany). Ironií osudu byl král Karel I. Skoty vězněn v Newcastle v období let 1646 až 1647.
Po krátkou dobu v 17. století Newcastle exportoval k pobřeží v severním Yorkshire velké množství moče na výrobu ledku pro textilní průmysl. V 18. století bylo město největším tiskařským centrem v zemi po Londýně, Oxfordu a Cambridge a Literární a filosofická společnost, založená roku 1793, svými erudovanými debatami a velkým počtem knih v několika jazycích předběhla Londýnskou knihovnu o půl století. Newcastle se stal největším producentem skla na světě. Největší podíl na rozvoji města v té době však měla jeho role jako významného exportéra uhlí.
V 19. století se hlavními obory rozvoje Newcastle staly stavitelství lodí a těžký průmysl a město se stalo významným činitelem průmyslové revoluce. Mezi inovace, které mají svůj původ v Newcastle a blízkém okolí, je možno zařadit bezpečnostní lampu, Stephensonovu první parní lokomotivu, elektrickou žárovku Josepha Swana, parní turbínu, která měla významný vliv na pohon lodí, a výrobu levné elektrické energie.
V druhé polovině 20. století došlo k poklesu významu těžkého průmyslu a velký podíl na ekonomice města mají kancelářské komplexy a maloobchody.

## Geografie a podnebí
Newcastle se nachází na severovýchodu Anglie. Vlastní město se rozkládá na severním břehu řeky Tyne. Z pohledu geologie jsou významným faktorem velké zásoby uhlí. I když místní podloží obsahuje především černé uhlí, nachází se zde i jalové podloží anglického svrchního karbonu a svrchní jury.
Podnebí v Newcastle je mírné i když znatelně teplejší než v některých jiných oblastech stejné zeměpisné šířky, v důsledku působení teplého Golfského proudu. Vlivem pozice v deštném stínu severních Pennin patří k místům s nejmenším úhrnem srážek v rámci Velké Británie. Větry vanoucí v okolí města mají převážně jihozápadní směr.

## Obyvatelstvo
Newcastle je v rámci Anglie na 20. pořadí v počtu obyvatel a Tynesidská konurbace je v rámci Anglie na 5. pořadí.
Podle sčítání obyvatel z roku 2001 má samosprávná oblast Newcastle asi 259 500 obyvatel. Spolu s metropolitními distrikty North Tyneside (cca 190 000 obyvatel), South Tyneside (cca 150 000 obyvatel) a Gatesheadem (cca 200 000 obyvatel) má konurbace Newcastle-Gateshead asi 799 000 obyvatel. Průměrný věk obyvatel Newcastle , vycházející ze stejných pramenů, je 37,8 let (národní průměr – 38,6).
Asi 98,1% obyvatel je bělochů (národní průměr 91.3%). Dalšími etniky zastoupenými v Newcastle jsou Pákistánci s 1,9%, Indové s 1,2% a menší i když významné menšiny Číňanů a Židů.

## Správa
Správu metropolitního distriktu Newcastle vykonává městská rada (Newcastle upon Tyne City Council), která má 78 členů. Distrikt je rozdělen do 26 volebních obvodů z nichž každý je v radě zastoupen třemi členy.
Volební obvody Newcastle:
| - Benwell and Scotswood - Blakelaw - Byker - Castle - Dene - Denton - Gosforth - Elswick - Fawdon - Fenham - Heaton (jižní a severní) - Jesmond (jižní a severní) | - Kenton - Lemington - Newburn - Ouseburn - Parklands - Walker - Walkergate - Westerhope - Westgate - Wingrove - Woolsington |

## Doprava

### Letecká doprava

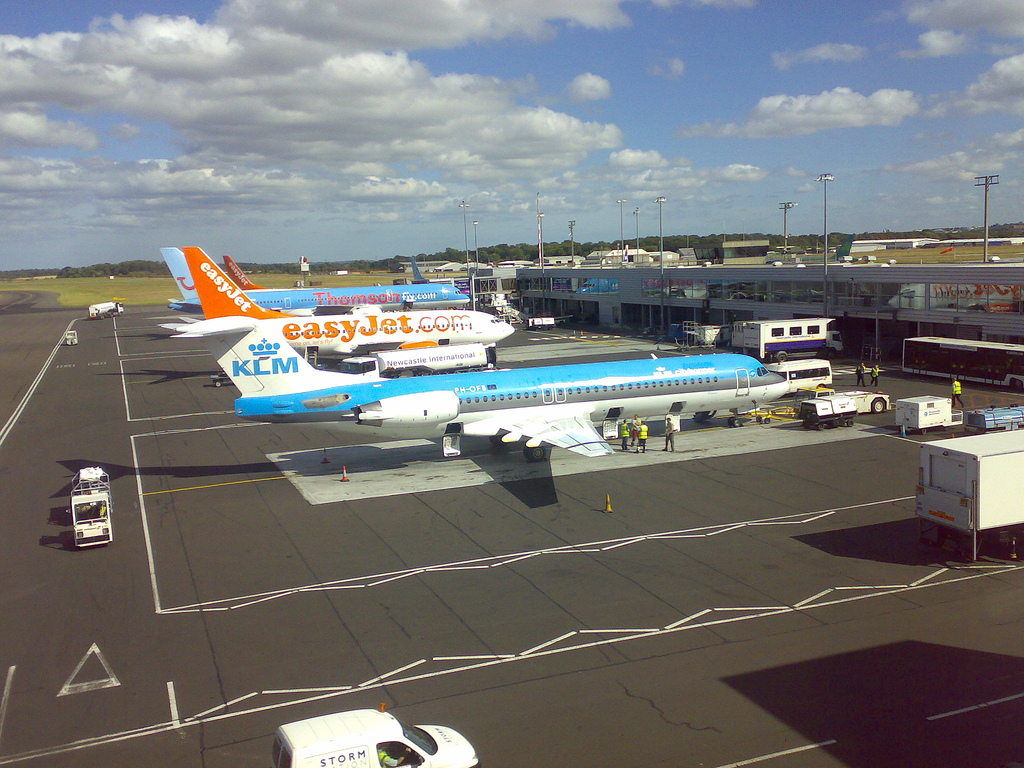
Letouny na letišti Newcastle

Na severním okraji města, asi 11 km od centra města poblíž Pontelandu, se nachází letiště Newcastle. Ročně odbaví asi 5 miliónů cestujících a je jedním z nejrychleji se rozvíjejících letišť ve Velké Británii. V roce 2006 byly na letišti provozovány linky do asi 80 míst světa.

### Autobusová doprava
Newcastle a jeho okolí je vybaveno hustou sítí autobusové dopravy, která je koordinována společností Nexus, výkonným orgánem Tyne and Wear Passenger Transport Executive. Autobusová linky jsou provozovány především společnostmi Go North East, Arriva a Stagecoach North East. V červnu 2005 byla uvedena do provozu autobusová síť Quayside Transit, využívající autobusy s hybridním diesel-elektrickým pohonem produkujícím menší množství emisí. Náklady na tento projekt dosáhly 5 miliónů liber.

### Metro
Roku 1904 vybudovala North Eastern Railway systém elektrické příměstské železniční dopravy, která spojovala oba břehy řeky Tyne a severní předměstí. Tento systém byl transformován na Tyne and Wear Metro, které bylo rozšířeno až na letiště Newcastle International, Tynemouth a South Hylton v Sunderlandu. Je jedním že čtyř systémů metra ve Velké Británii.
Je označováno jako první moderní britský systém lehké kolejové dopravy. Ročně přepraví asi 40 miliónů pasažérů a je řízen Tyne and Wear Passenger Transport Executive. Je druhým největším metropolitním železničním systémem Velké Británie.

### Železnice

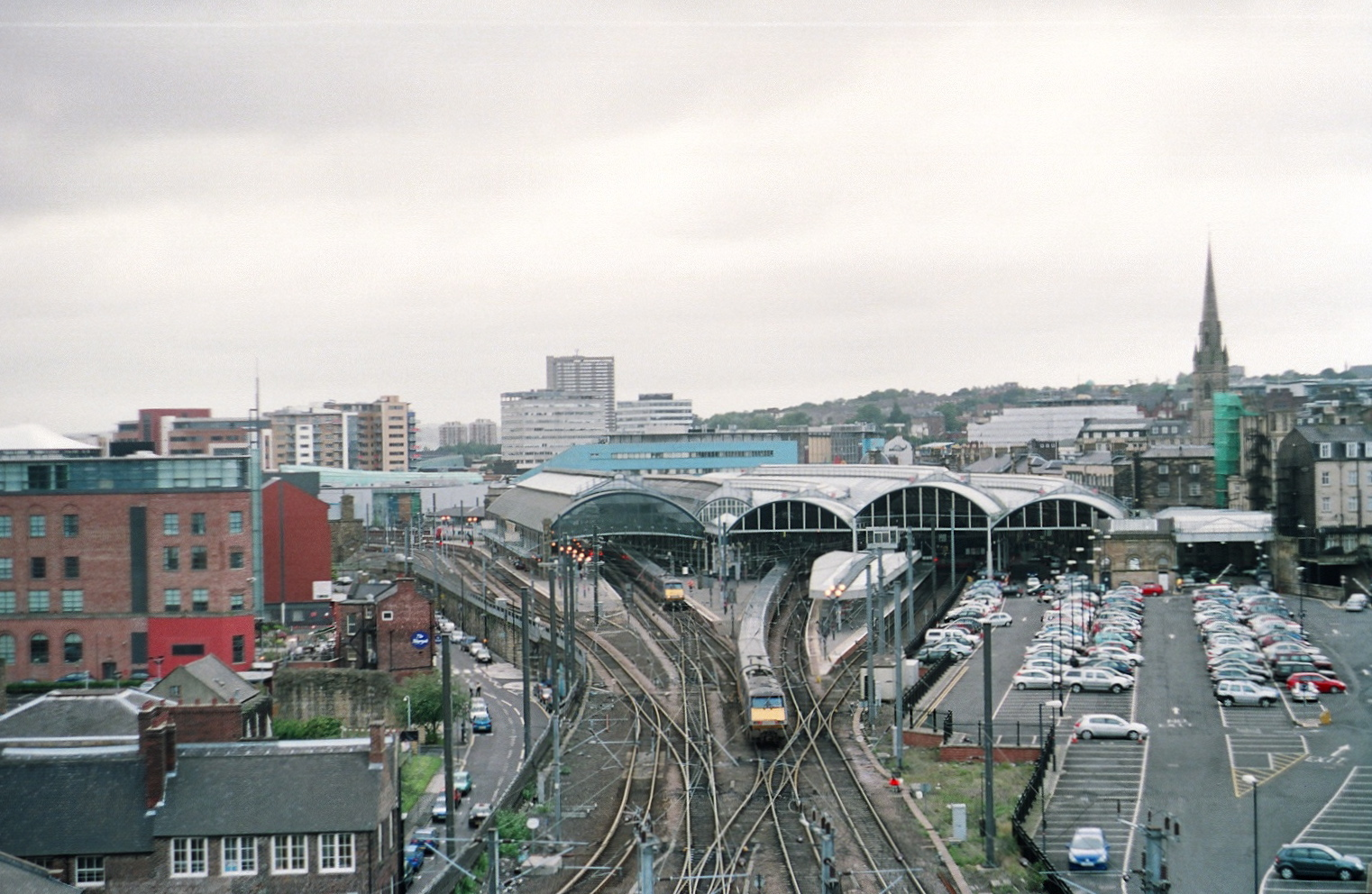
Železniční stanice Newcastle Central

Železniční stanice Newcastle Central byla první zastřešenou železniční stanicí na světě a byla inspirací pro mnoho dalších železničních stanic ve Velké Británii. Její nádherné neoklasicistní průčelí navrhl architekt John Dobson a stanice byla navržena ve spolupráci s Robertem Stephensonem. Byla slavnostně otevřena roku 1850 královnou Viktorií. První spoj provozovala společnost North Eastern Railway.
V současnosti je hlavní stanicí na trase East Coast Main Line a Cross Country Route. Společnost GNER zajišťuje pravidelné spoje s půlhodinovou frekvencí do Londýna. Cesta do hlavního města trvá necelé tři hodiny. Další společnosti Virgin Trains, Northern Rail a Transpennine Express zajišťují spojení do Birminghamu, Bristolu, Carlisle, Edinburghu, Glasgow, Leedsu, Liverpoolu a Sheffield.

### Silniční doprava
Hlavní dopravní tepny v oblasti Newcastle:
- A1 – hlavní dopravní spojnice na západě mezi Newcastlem a Gatesheadem vedoucí směrem sever-jih mezi Londýnem a Edinburghem
- A19 – vedoucí na jih kolem Sunderlandu a Middlesbrough do Yorku a Doncasteru
- A69 – vedoucí na západ do Carlisle
- A1058 – pobřežní cesta vedoucí z Jesmondu na východní pobřeží mezi Tynemouthem a Cullercoats

### Lodní doprava
Newcastle má také přístup k mezinárodnímu přístavišti trajektů, nacházejícím se v blízkém městě North Shields. Otdud vyjíždějí trajekty do Amsterdamu, Kristiansandu, Göteborgu, Stavangeru, Haugesundu a Bergenu.

## Kultura

### Divadlo

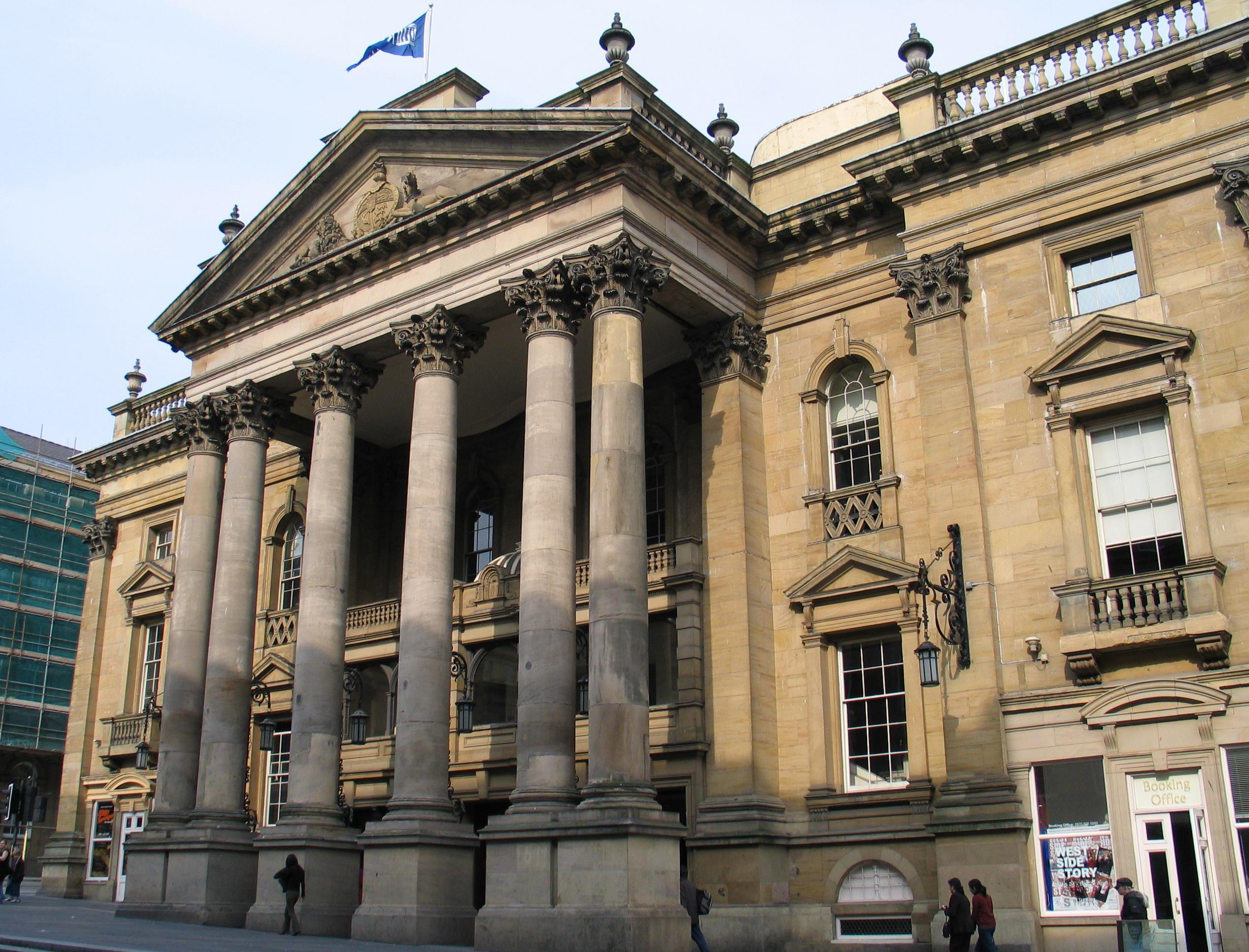
Theatre Royal v Newcastle

V poslední době došlo ke znatelnému růstu v počtu divadel v Newcastle. Nejvýznamnějším divadlem je Theatre Royal, které je více než 25 let hostitelem vyjezdních představení souboru Royal Shakespeare Company. Dalšími známými divadly jsou Tyne Opera House, Newcastle Playhouse (v současné době v rekonstrukci), Live Theatre, People's Theatre a Gulbenkian Studio. Ve městě a jeho blízkém okolí se nacházejí některé další sály - například sál v radnici, Newcastle Arena a Sage Gateshead.

### Nákupní centra
V centru města se nachází několik nákupních center. Největším z nich je centrum na Eldon Square, kde se nachází i největší obchodní dům společnosti Fenwick ve Velké Británii a obchod společnosti John Lewis, který je často uváděn jako první obchodní dům ve Velké Británii.
Hlavní nákupní ulicí města je Northumberland Street. Ve zprávě z roku 2004 byla tato ulice označována jako oblast s nejvyšším nájemným mimo Londýna. Dalšími nákupními centry jsou relativně nové komplexy Eldon Garden a Monument Mall, Newgate Centre, Leazes Arcade a tradiční Grainger Market. Na předměstí jsou významnými nákupními středisky Gosforth a Byker.

### Sály
Největším hudebním sálem v Newcastle je Metro Radio Arena, která pojme 11 000 návštěvníků. Nachází se na jižním okraji centra města, nedaleko od Centre for Life. V sálu městské radnice, který pojme až 2 000 posluchačů, se každý měsíc pořádají koncerty zaměřené především na sólová vystoupení. Obě místní univerzity mají vlastní velké sály které pojmou asi 2 000 návštěvníků. 14. října 2005 byl otevřen další kultrurní sál pro až 2 000 posluchačů – Carling Academy Newcastle.

### Tisk

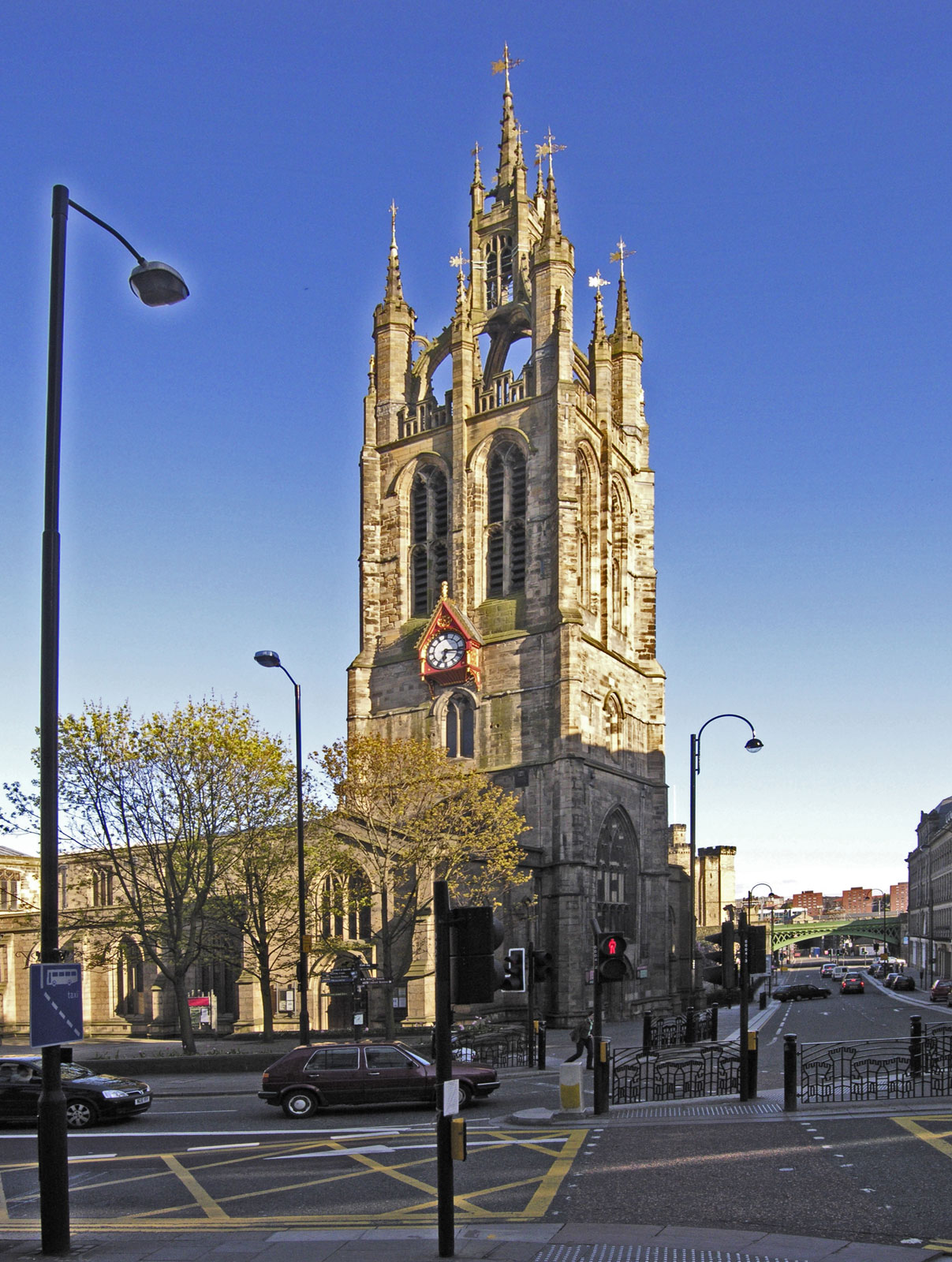
Newcastle Cathedral

V Newcastle jsou vydávány místní noviny společnosti Trinity Mirror Evening Chronicle a Journal a volně šířené Metro. Dalším časopisem je módní měsíčník Crack podobný londýnskému Time Out. Humoristický časopis pro dospělé Viz pochází z Jesmondu, obvodu v Newcastle.

### Televize a rádio
Centrála Tyne Tees, pobočky společnosti ITV, se nedávno přestěhovala z City Road do nových kanceláří ve finančním centru Watermark, poblíž Metro Centre. Regionální ředitelství BBC sídlí na Barrack Road na severu města. Odsud vysílá i BBC Radio Newcastle.
Soukromý sektor je zastoupen mimo jiné rozhlasovou stanicí Metro Radio, sídlící v budově u kruhového objezdu poblíž Swan House poblíž Tyne Bridge, Century FM, sídlící v Gatesheadu a Galaxy 105-106 vysílající ze studia ve Wallsendu. V průběhu školního roku vysílá z Newcastle University studentské rádio Newcastle Student Radio.

## Náboženství
Křesťanské náboženství vyznává asi 70% obyvatel. Dalším významněji zastoupeným vyznáním je islám s asi 3,6%. Asi 16% obyvatel uvádí, že je bez vyznání.
V Newcastle se nachází dvě katedrály – anglikánská Newcastle Cathedral, s elegantní věží pocházející z 14. století, a římskokatolická St Mary Cathedral postavená Augustem Puginem. Kardinál Basil Hume se narodil v roce 1923 v Newcastle. Jeho socha stojí nedaleko St Mary.
Nedochovaly se žádné známky o přítomnosti židovské komunity v Newcastle před rokem 1830, i když se traduje jejich přítomnost již od roku 1775. Israel Brodie, první hlavní rabí, který byl pasován na rytíře, se narodil v Newcastle roku 1895.

## Vzdělání

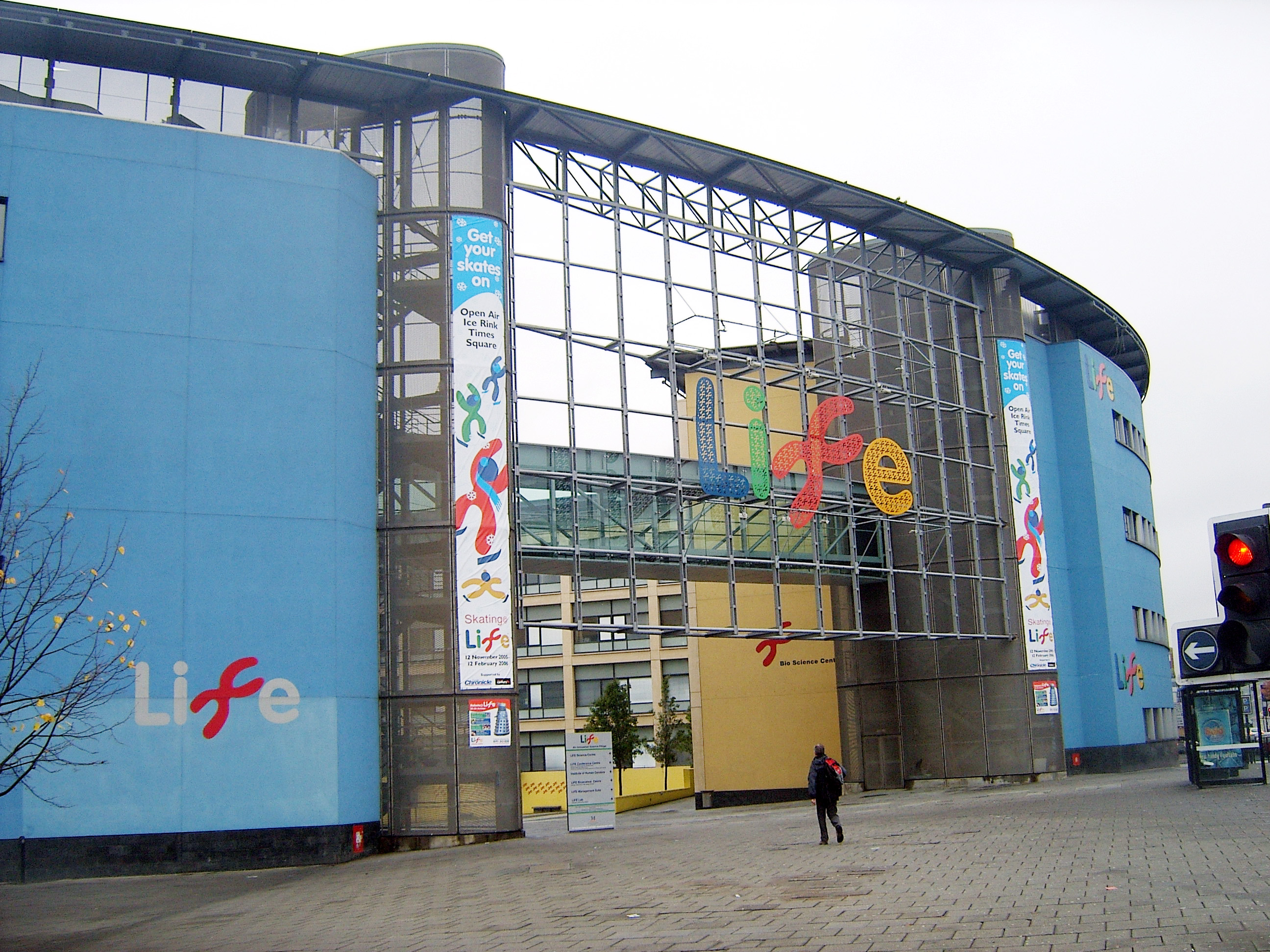
Centre for Life

V Newcastle se nachází dvě univerzity. Newcastle University, která obdržela v roce 2000 titul Sunday Times University of the Year a novější Northumbria University, založená roku 1992 která byla roku 2005 zvolena Times Good University Guide Nejlepší novou univerzitou.
Ve městě se dále nachází 11 škol financovaných místními úřady a 7 soukromých středních škol. Dále se zde nachází mnoho státem financovaných škol například Gosforth High School, Heaton Manor, St Cuthbert's, Kenton School a Sacred Heart. Newcastle College je největší všeobecně vzdělávací vysokoškolskou institucí na severovýchodě.
Centre for Life, první biotechnologické centrum ve Velké Británii, se nachází v středu města nedaleko od hlavního nádraží. Toto centrum je prvním krokem v záměru městské rady vytvořit z Newcastle město vědy.

## Sport

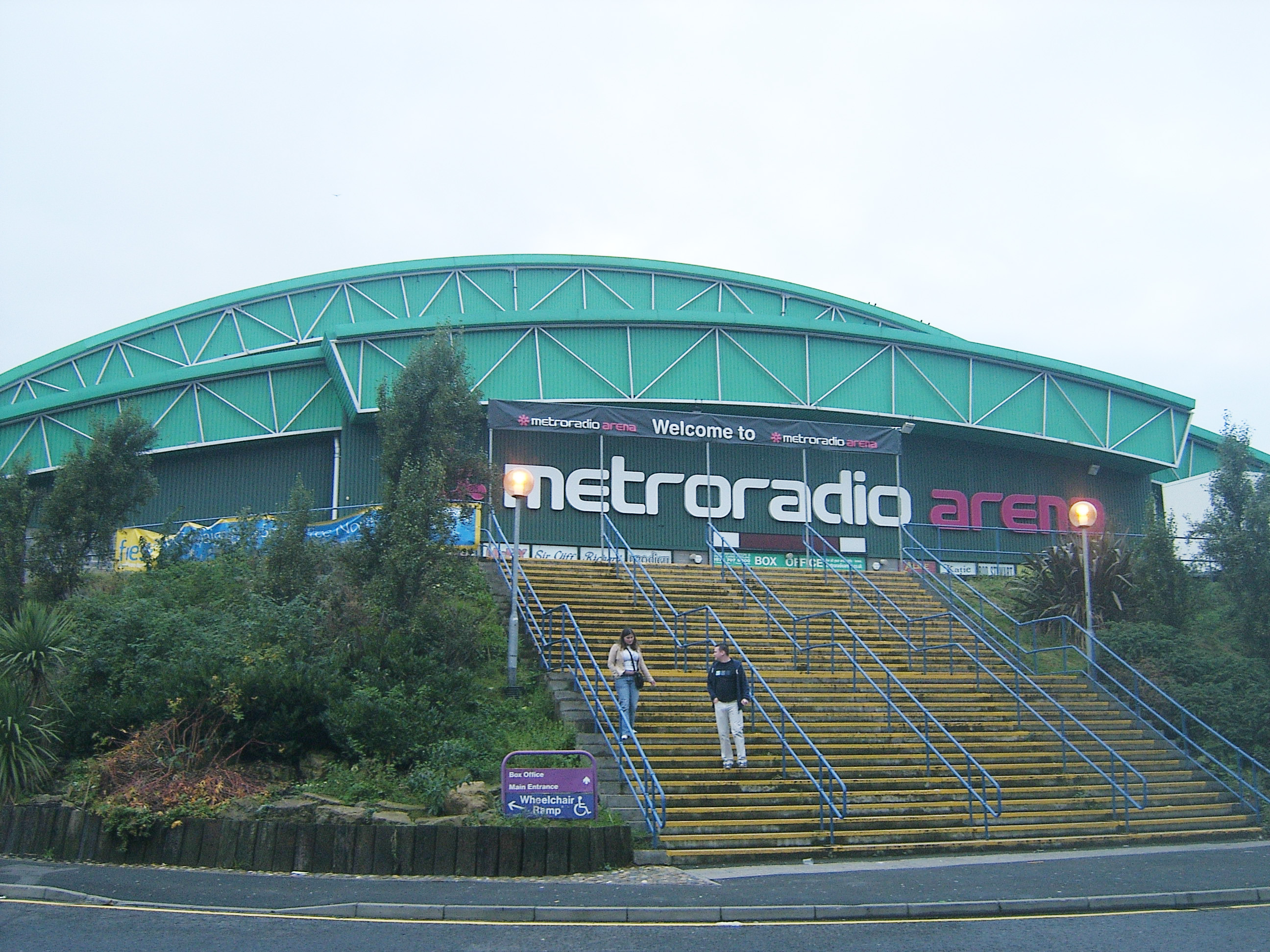
Metro Radio Arena

Newcastle má bohatou sportovní historii. Je sídlem fotbalového klubu který hraje Premier League Newcastle United FC a ragbyového klubu Newcastle Falcons.
Sportovní hala Metro Radio Arena je domovskou arénou pro tým ledního hokeje Newcastle Vipers a basketbalový klub Newcastle Eagles. Místní plochodrážní tým Newcastle Diamonds trénuje na stadiónu Byker v Brough Parku, který je také využíván pro chrtí dostihy. Koňské dostihy jsou pořádány na závodišti v Gosforth Parku. Nejznámějším dostihem je závod o Northumberland Plate, který je pravidelně pořádán od roku 1838.
Newcastle je také místem startu Great North Run, největšího půlmaratonu na světě. Trasa závodu vede přes Tyne Bridge a Gateshead do cíle v South Shields u pobřeží moře. Dalším známým atletickým podnikem je závod na 10 km Blaydon Race, pořádaným od roku 1981 v nedalekém Balydonu.

## Turistické atrakce

### Architektura
Převážná část budov v centru města je postaveno v neoklasicistickém stylu a v nedávné době byly výrazně obnoveny. Pochází hlavně z 30. let 19. století a jejich autory byli Richard Grainger a John Dobson. Grey Street, která se zatáčí kolem Grey's Monumentu a vede dále k řece Tyne je řazena mezi jedny z nejhezčích anglických ulicí. Část historického Grainger Townu byla v 60. letech 20. století zbořena z důvodu stavby obchodního centra na Eldon Square.

### Parky a veřejná prostranství
Bezprostředně na severozápad od centra města se rozkládá Laizes Park, založený roku 1873 na základě petice 3 000 dělníků pro snadný přístup k veřejnému prostranství za účelem udržování zdraví a pro rekreaci. Na jednom jeho okraji se nachází St James' Park, kde sídlí stadión fotbalového klubu Newcastle United, a vytváří tak výraznou dominantu při pohledu na město od jihu.
Další rozsáhlou oblastí zeleně jsou Town Moor nacházející se na sever od centra města. Svou rozlohou jsou větší než londýnské parky Hyde Park a Hampstead Heath dohromady a svobodní občané města mají právo pást zde svůj dobytek. Na rozdíl od jiných měst, kde existují podobná práva, je tato možnost v Newcastle využívána, a tak je možno vidět pasoucí se dobytek nedaleko od rušného centra města.
Roklina řeky Ouseburn na východě města, známa jako Jesmond Dene tvoří další populární rekreační oblast v dosahu města.

### Muzea a jiná pozoruhodná místa

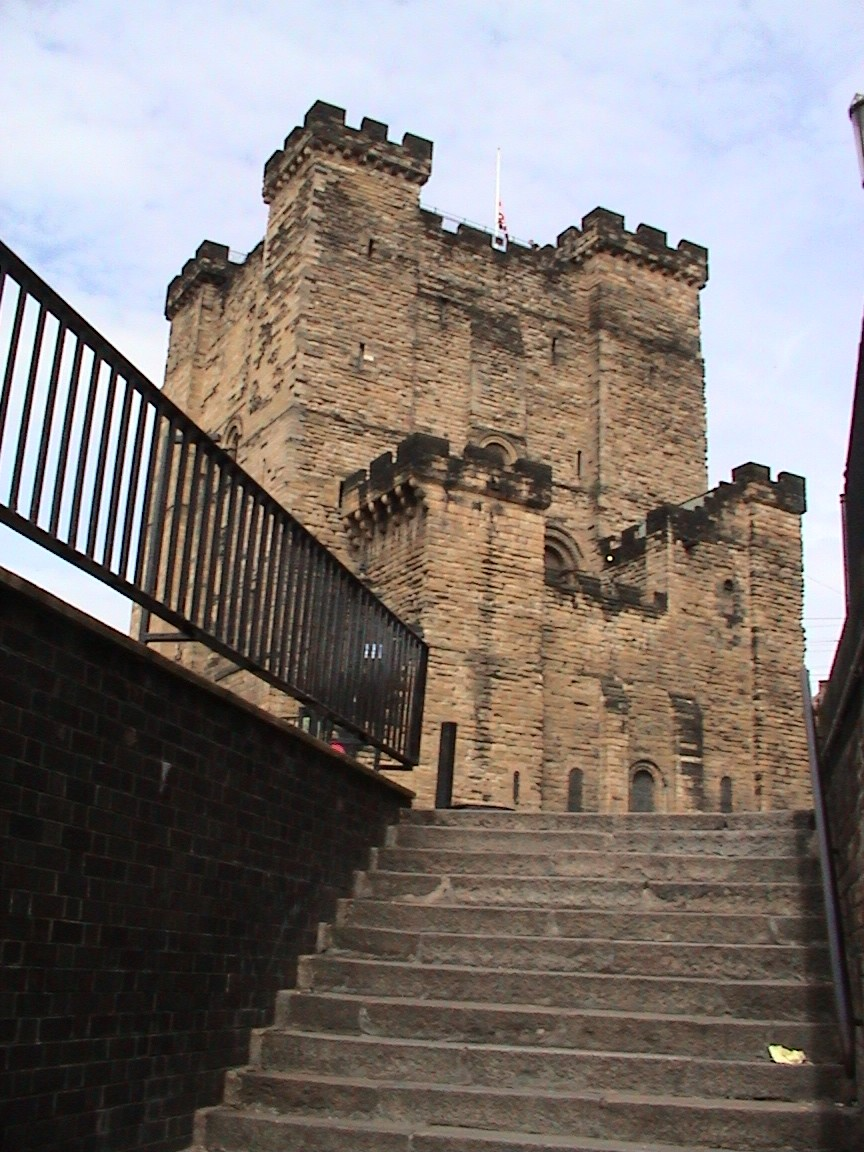
Newcastle Castle

- Bessie Surtees House
- Blackfriars
- Centre for Life
- Discovery Museum
- Hancock Museum
- Hatton Gallery
- Eldon Square
- Laing Art Gallery
- Museum of Antiquities
- Newcastle Castle Keep
- Blackgate
- Newcastle Cathedral
- Quayside
- Seven Stories

## Slavní rodáci
- Mark Akenside (1721–1770), anglický lékař a preromantický básník[2]
- Rudolf Ivanovič Abel (1903–1971), sovětský špion[3]
- Chas Chandler (1938–1996), anglický hudební producent a hudebník, spoluzakladatel skupiny The Animals[4]
- Eric Burdon (* 1941), anglický zpěvák a perkusionista, frontman skupin The Animals a War[5]
- Paul W. S. Anderson (* 1965), anglický filmový režisér, scenárista a producent[6]
- Charlie Hunnam (* 1980), anglický herec a scenárista[7]
- Cheryl Cole (* 1983), anglická zpěvačka, členka skupiny Girls Aloud[8]